# MAC-11
La  MAC-11 (Military Armament Corporation Model 11) es un subfusil muy compacto, desarrollada por el diseñador de armas estadounidense Gordon Ingram en la Military Armament Corporation (MAC) durante la década de 1970. Es una versión sub-compacta del Modelo 10 (MAC-10), que dispara cartuchos 9 x 17 Corto.
Esta arma a veces se puede confundir con las pistolas ametralladoras Sylvia & Wayne Daniels M-11/9 o Vulcan M-11-9, porque ambas son variantes posteriores del MAC que dispara el cartucho 9 x 19 Parabellum. Cobray también fabricó una variante que disparaba el cartucho 9 x 17 Corto, llamada M12.

## Operación
Al igual que la MAC-10, la MAC-11 tiene miras mecánicas, con el alza dióptrica soldada al cajón de mecanismos. Estas solo pueden emplearse con la culata desplegada, ya que son casi inútiles al disparar con la culata plegada debido al salto inicial del arma causado por su pesado cerrojo y disparar a cerrojo abierto. La MAC-11A1 tiene dos mecanismos de seguridad que también se encuentran en la MAC-10A1. La manija de carga puede girar 90 grados para asegurar el cerrojo en posición delantera y evitar que el arma sea amartillada. El segundo seguro es un botón que se desliza hacia adelante para bloquear el gatillo, que a su vez fija el cerrojo en posición trasera (amartillado). Esto evita que el arma se dispare en caso de caer, lo cual es un problema habitual en los subfusiles que disparan a cerrojo abierto. 

## Desempeño
La cadencia de disparo de la MAC-11A1 es una de las principales quejas sobre el arma. Indicada como de aproximadamente 1.600 disparos/minuto, la MAC-11 es capaz de vaciar su cargador de 32 cartuchos en menos de 2 segundos, lo cual es considerado una desventaja por muchos usuarios. La cadencia de disparo también puede varira según el peso de las balas empleadas.

## Aceptación
La MAC-11 es la versión menos habitual de la familia de armas MAC. Esto se debe principalmente al cartucho 9 x 17, que tiene una velocidad de boca de unos 290 m/s (950 ft/s) y una energía de 270 J (200 ft·lbf), siendo ampliamente considerado con poco poder de parada. Con la elevada cadencia de la MAC-11, se necesita una estricta disciplina para apretar el gatillo y disparar ráfagas cortas, que se necesitan para el combate efectivo. Sin entrenamiento adecuado, la tendencia natural del tirador inexperto es mantener apretado el gatillo y vaciar el cargador en menos de un segundo, muchas veces con pésima puntería debido al retroceso.

## Fabricantes
Las pistolas ametralladoras y pistolas semiautomáticas MAC fueron fabricadas por vez primera por Military Armament Corporation y posteriormente por las empresas RPB Inc., Sylvia/Wayne Daniel Inc., Cobray, Jersey Arms, Leinad, MasterPiece Arms y Vulcan.

## Silenciador

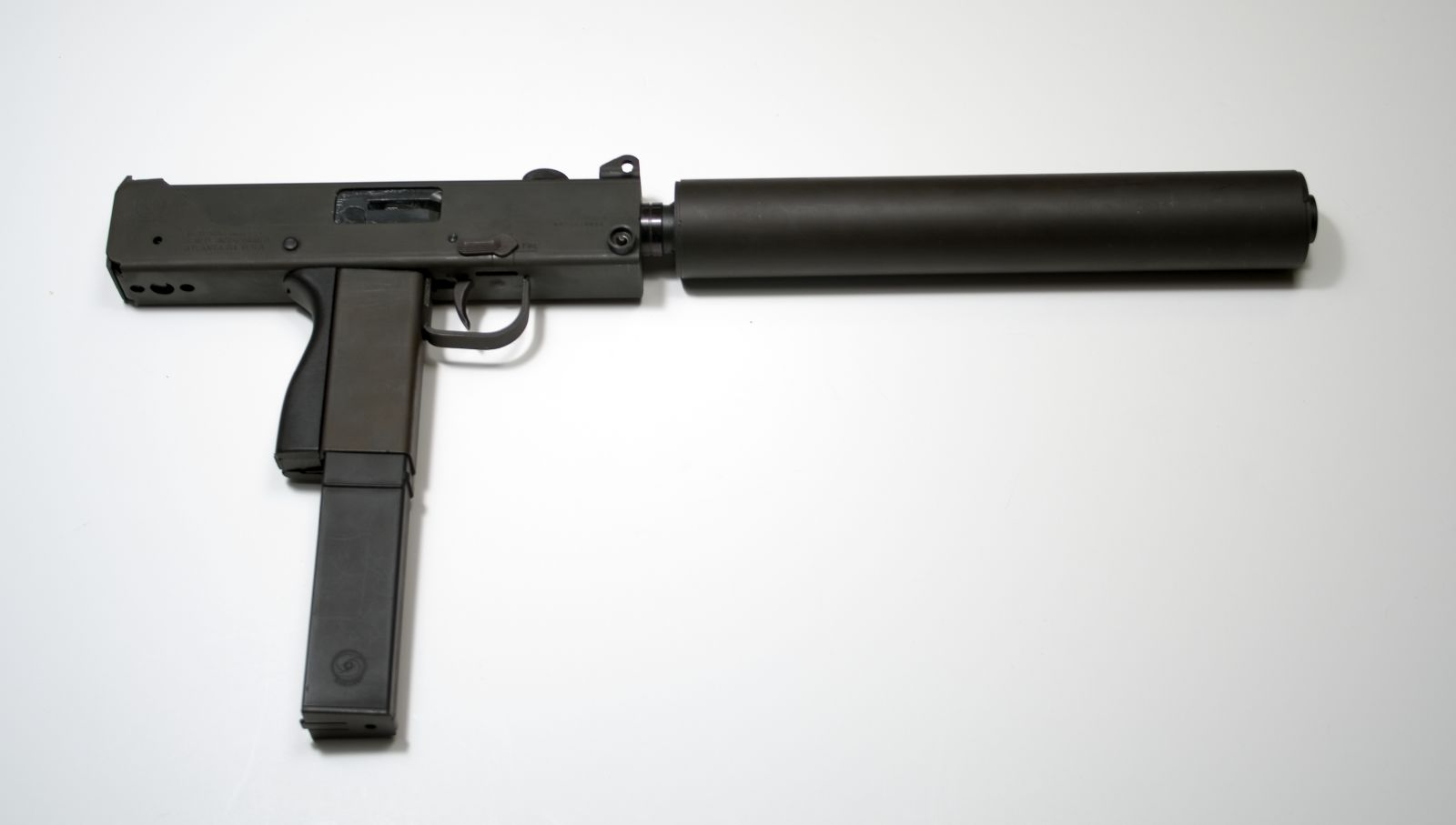
Una Cobray MAC-11/9 semiautomática, con cargador de 32 cartuchos y silenciador.

Se desarrolló un silenciador específico para la MAC-11, que emplea arandelas como tabiques, en lugar de los tabiques cónicos que Mitchell Werbell III creó para el silenciador de la MAC-10. Aunque las arandelas son menos durables que los tabiques cónicos, tienen la ventaja de ser más silenciosas al emplearse con la MAC-11. El silenciador tiene una longitud de 224 mm y está cubierto con el material resistene al calor Nomex-A.